# 低俗喜劇
《低俗喜劇》（英語：Vulgaria）是一齣2012年香港喜劇電影，由彭浩翔執導，杜汶澤領銜主演；鄭中基、陳靜、雷宇揚主演。2012年3月在香港國際電影節首映，2012年8月9日在香港正式上映。香港票房$30,069,986，成为2012年港產電影票房第二位。本作也是香港電影「刀仔鋸大樹」（即製作成本低但票房高）的作品之一。劇中部份情節改編自演員杜汶澤的自身經歷。

## 故事
電影監製杜惠彰（杜汶澤飾）應邀出席學校講座，跟大學生分享其監製生涯，藉着他的事迹，反映了電影人的辛酸。杜有着一段破碎的婚姻，女兒（陳沛妍飾）成為了他堅持下去的支持力量。某次，多得好友雷永成（雷宇揚飾）的介紹下，他跟中國大陸的投資者暴龍（鄭中基飾）來了一次驚天動地的廣西豪門宴。暴龍有一心願，想邀請兒時偶像邵音音復出主演《官人我又要》，不過，在決定投資之前，暴龍堅持杜惠彰和雷永成二人一定要跟一頭騾發生關係...

## 演員表
| 演員   | 角色                 | 備註                                       |
| 杜汶澤 | 杜惠彰               | 電影監製                                   |
| 鄭中基 | 暴龍                 | 黑道人物，中國投資者                       |
| 陳靜   | 徐家欣               | 少女模特兒（爆炸糖）、《官人我又要》女主角 |
| 薛凱琪 | 劉倩兒（Quin）       | 杜惠彰助手                                 |
| 雷宇揚 | 雷永成               | 杜惠彰好友                                 |
| 林雪   | 華頭哥               | 暴龍手下                                   |
| 邵音音 | 邵音音               | 暴龍偶像、《官人我又要》女主角             |
| 田蕊妮 | 曾麗芬               | 杜惠彰前妻，資深大律師                     |
| 陳沛妍 | 杜小娟（Jacqueline） | 杜惠彰、曾麗芬女兒                         |
| 楊千嬅 | 梁小姐               | 平等機會委員會專員                         |
| 鄒凱光 | 趙永達（黑仔達）     | 導演                                       |
| 鄭丹瑞 | 鄭Sir                | 大學教授                                   |
| 葉山豪 | 葉山豪               | 《官人我又要》男主角                       |
| 苗可秀 | Ms.Cheung            | 杜小娟班主任                               |
| 谷德昭 | PlayBoy避孕套CEO     |                                            |
| 詹瑞文 | 軍火劉               |                                            |
| 周俊偉 | 警察                 |                                            |
| 麥玲玲 | 催眠師               |                                            |
| 李漫芬 | 梁太                 |                                            |
| 劉偉恆 | 東張西望主持         |                                            |
| 彭秀慧 | 茶水                 |                                            |

## 分級制度
依香港電影分級制度本片屬於第III級，18歲以上人士收看。

## 製作
- 2011年11月，彭浩翔回來處理《春嬌與志明》的後期，要留在香港兩個月。他說：「忽然間，有個投資者想找我拍一部戲，是杜汶澤主演的，只有12月那個檔期。我說沒問題，但那麼趕緊，根本沒可能在內地放映，也要放棄國內審查等事宜。那投資者願意這樣作，我便立即籌備；籌備了大約3至4個星期，便開始拍攝。」拍攝期只花上12天[2]。
- 暴龍哥（鄭中基飾）請食山珍海錯那場戲，是杜汶澤最深刻的一場戲，他說：「這是我未入行前的親身經歷，我做過收數佬，戲中除改了上大陸是為找老闆投資拍片外，一切對白、吃的餸菜都是一模一樣，因此講番那些對白沒有難度。」[3]
- 2013年1月，彭浩翔和有線電影台為令更多觀眾可以欣賞這套100%香港原創電影，不單重新撰寫惹笑抵死對白，更邀請原班人馬重新配音，在2月3日晚上9時有線電影1台（41頻道）、有線高清電影1台（241頻道）欣賞這套港產電影的電視版。[4]
- 2013年3月27日，有線電影Cine P.（45頻道）、有線高清Cine P.（245頻道）播放電影原裝版。
- 2015年1月1日元旦深夜及2015年12月25日聖誕深夜，無綫電視翡翠台播放電影的電視版。
- 2020年1月28日深夜，香港電視娛樂Viutv播放電影的電視版。
- 2021年1月1日深夜，香港電視娛樂Viutv再次播放電影的電視版。
- 2022年2月9日，串流平台Disney+上架此電影。

## 評價
香港爽報的尋真給予3個讚（最高5個），他說：「雖然本片只用了12日起貨，卻比很多柴娃娃的7日鮮都具誠意，刻意保留香港地道特色的意圖明顯，更展現廣東話少鹹多趣的通俗魅力。」
明報的石琪給予三夥半星（最高五星），他說：「無論喜不喜歡不文淫賤，無論是否贊同「粗口文化」，總之彭浩翔目前編導狀態甚佳，拍得靈活生動。」
香港蘋果日報的仰止說：「低俗解釋：這個題要扮鄉音讀，即係「好睇喎！」咁解！ 我不覺得《低俗喜劇》有深度，連所謂cult片的低水準都不到，對語言的利用多過對語言的尊重或者探討。杜汶澤的家庭背景寫得浮淺，絕對是超級無聊電影。但人生有時真要點無聊來潤滑。頂，這部粗糙的電影又真係幾好笑，鄭中基好嘢！」
香港蘋果日報的黃國兆說：「粗口有時可以激勵士氣，宣洩鬱悶。《低俗喜劇》總算是香港人高壓下的一個排氣口。」
太陽報的陳專說：「全片由頭笑到尾，Punchline處處。雖然很黃很暴力，但這正正就是真正的香港核心價值，如果這也叫價值的話。」

## 市場推廣
8月22日，《低俗喜劇》票房已突破港幣1,800萬，演員陳靜與邵音音以及片中兩隻騾仔現身，到旺角宣傳電影，期間派發爆炸糖及印有女性乳溝圖案的「事業扇」。
8月27日，杜汶澤、陳靜、邵音音聯同導演彭浩翔等出席《低俗喜劇》謝票活動，向現場觀眾送出價值逾萬元的廣西旅行套票，彭浩翔笑言：「套票包機票連酒店，但唔包騾仔同野味！」

## 票房
香港上映4日，製作費不到800萬元的《低俗喜劇》已收701萬元。上映11日，《低俗喜劇》累積票房收入已達到17,080,472元港幣。《低》片票房截至8月26日為止已衝破2,300萬，彭浩翔特別安排阿澤與DaDa為電影主題曲《俹簁年，我們幸福起航》拍攝爆粗MV慶祝，阿澤於MV中繼續跟騾仔玩遊戲，DaDa則賣大包Deep V上陣，大送低俗笑料，該MV安排於電影放映完畢後播出。
《低俗喜劇》截至8月29日上映三周票房直迫2500萬元，為慶祝票房理想，當晚再度舉行慶功，彭浩翔與戲中演員杜汶澤、陳靜、田蕊妮、邵音音及雷宇揚亦有出席，杜汶澤並即場宣佈，為慰勞台前幕後工作人員，他與導演彭浩翔及老闆會夾錢請大家去東京旅行。杜汶澤表示預計今次旅行人數有70人，約要花100萬，不過他會按財富比例來夾錢。
2012年香港電影全年票房數字《低俗喜劇》上映日期由2012年8月9日至10月24日票房收入為港幣30,069,986元，成為2012年港産電影最高收入第二名。

## ADC藝評獎風波
2013年2月25日，香港藝術發展局公布了第一屆ADC藝評獎得主，其金獎得主為北京大學生賈選凝，標題為「從《低俗喜劇》透視港產片的焦慮」，內容抨擊《低俗喜劇》這部低成本式小品，是鼓勵港人愈加反智，甚至以低俗為榮。她批評電影把低俗美化為「香港特色」，港式幽默被偷換成重口味、賤格與刻薄，又指該戲對大陸人形象污名化，是因「大陸人由昔日的窮親戚變成今日的金主和老闆，令香港人始終意難平」，事件引起極嚴重的爭議，不少港人對此不表認同，有人指這位來自北京的作品，不懂廣東文化，也有人指《低俗喜劇》擺明低俗，其言論猶如批評臭豆腐是臭的？網上更發起一人一信要向藝發局投訴，傾向於政治立場宣洩多於藝術評論，質疑其評審準則。導演彭浩翔回應說，自己只是針對香港不應只與內地合拍影片，「本土性當然不只有低俗，但在審查與經濟大前提下，港片忙於削足適履迎合大時代，低俗重口味紛紛第一時間拋出飛機」，因此在電影中「補白」這個被拋棄的「低俗」。而同劇的杜汶澤隨後亦在Facebook回應指「首先恭喜賈小姐得獎，亦感謝閣下買票觀看低俗喜劇. 無暇拜讀妳的藝評，深感抱歉. 祝福妳有天能放開懷抱，活得快樂! 所謂"咩人睇倒咩嘢", 蒙羅麗莎的微笑, 快樂的人可能看到她對著你微笑, 自卑的人卻覺得她在恥笑你. 至於蒙羅麗莎她本人...... 佢理九得你! 」同時亦借機諷刺香港政府及藝發局擺人上台，令其越來越珍惜僅有的言論自由和創作空間。

## 獎項
| 頒獎典禮                 | 獎項             | 名單                   | 結果 |
| ------------------------ | ---------------- | ---------------------- | ---- |
| 第49屆金馬獎             | 最佳男主角       | 杜汶澤                 | 提名 |
| 第49屆金馬獎             | 最佳男配角       | 鄭中基                 | 獲獎 |
| 第49屆金馬獎             | 最佳女配角       | 陳靜                   | 提名 |
| 第32屆香港電影金像獎     | 最佳電影         | 低俗喜劇               | 提名 |
| 第32屆香港電影金像獎     | 最佳編劇         | 彭浩翔、林超榮、陸以心 | 提名 |
| 第32屆香港電影金像獎     | 最佳男主角       | 杜汶澤                 | 提名 |
| 第32屆香港電影金像獎     | 最佳男配角       | 鄭中基                 | 獲獎 |
| 第32屆香港電影金像獎     | 最佳女配角       | 陳靜                   | 獲獎 |
| 第32屆香港電影金像獎     | 最佳女配角       | 邵音音                 | 提名 |
| 第16屆富川國際幻想電影節 | 最佳亞洲電影大獎 | 低俗喜劇               | 獲獎 |
| 加拿大蒙特利爾奇幻電影節 | 最佳亞洲電影     | 低俗喜劇               | 銀獎 |
| 美國奇幻電影節           | 最佳喜劇男主角   | 杜汶澤                 | 獲獎 |

## 衍生作品
《低俗喜劇》上映20天，截至前日票房收約2,420萬，一直強調要支持港片的彭浩翔決定再接再厲，以原班人馬再加余文樂開拍三級粗口艷情笑片《官人我又要》，戲中會有大戰連場，其中一幕有意安排樂仔、鄭中基與女主角玩3P。觸發他開拍這部戲，是因為在《低》片內的戲中戲，是講述杜汶澤請邵音音出山再拍《官人我又要》，結果全場笑爆，連戲院日前也特別安排重映一場76年版由她主演的《官人我要》，所以他認為重拍這部戲，應該會有市場。彭浩翔因10月要為華誼兄弟開拍新片，所以最快要2013年才能有期開拍《官》片。

## 外部連結
- Yahoo奇摩電影上《低俗喜劇》的資料（繁體中文）
- MSN娛樂上《低俗喜劇》的資料（繁體中文）

- 開眼電影網上《低俗喜劇》的資料（繁體中文）
- 豆瓣电影上《低俗喜劇》的資料 （简体中文）
- 时光网上《低俗喜劇》的資料（简体中文）
- AllMovie上《低俗喜劇》的资料（英文）
- 爛番茄上《低俗喜劇》的資料（英文）
- 香港影庫上《低俗喜劇》的資料（繁體中文）
- 互联网电影数据库（IMDb）上《低俗喜劇》的资料（英文）

| 上一届： 《荒失失奇兵3：歐洲逐隻捉》 | 2012年香港一週票房冠軍 第33週（8月13日—8月19日） 第34週（8月20日—8月26日） | 下一届： 《喜愛夜蒲2》 |